# By the People, for the People
By the People, For the People è una raccolta di inediti, live e demo dei Mudvayne, uscito nel 2007. Nel disco sono presenti alcune demo di canzoni dei loro album in studio, da L.D. 50 a Lost and Found, oltre a una cover dei Police, King of Pain e una traccia inedita, Dull Boy. Infine presenta tre tracce live: Dig, -1 e World So Cold.

## Tracce
1. Album Intro – 0:11
2. Dig (Intro) – 0:13
3. Dig (Live) – 4:28
4. Silenced (Intro) – 0:20
5. Silenced (Demo) – 2:59
6. Dull Boy (Intro) – 0:19
7. Dull Boy – 4:15
8. Death Blooms (Intro) – 0:23
9. Death Blooms (Demo) – 4:24
10. Fall Into Sleep (Intro) – 0:25
11. Fall Into Sleep (Demo) – 3:41
12. Not Falling (Intro) – 0:30
13. Not Falling (Demo) – 4:03
14. -1 (Intro) – 0:19
15. -1 (Live) – 4:49
16. Happy? (Intro) – 0:08
17. Happy? (Demo) – 3:43
18. (Per)Version Of A Truth (Intro) – 0:28
19. (Per)Version of a Truth (Demo) – 4:41
20. World So Cold (Intro) – 0:05
21. World So Cold (Live) – 6:20
22. On The Move (Intro) – 0:08
23. On the Move – 3:55
24. Goodbye (Intro) – 0:13
25. Goodbye – 6:42
26. Skrying (Intro) – 0:13
27. Skrying (Demo) – 5:11
28. All That You Are (Intro) – 0:07
29. All That You Are (Demo) – 4:48
30. Forget to Remember (Intro) – 0:16
31. Forget to Remember (Acoustic) – 3:38
32. King of Pain (Intro) – 0:20
33. King of Pain (The Police cover) – 4:36

## Formazione
- Chad Gray – voce
- Greg Tribbett – chitarra
- Ryan Martinie – basso
- Matthew McDonough – batteria
- Dave Fortman – produzione